# Parafia Podwyższenia Krzyża Świętego i Matki Bożej Częstochowskiej w Pszczynie
Parafia Podwyższenia Krzyża Świętego i Matki Bożej Częstochowskiej – rzymskokatolicka parafia znajdująca się w Pszczynie. Parafia należy do dekanatu pszczyńskiego.
Została utworzona 1 listopada 1983 roku.

## Proboszczowie
Źródło: E-ncyklopedia, Historia Kościoła na Śląsku
- ks. kanonik Józef Marek, budowniczy 1982–1984, proboszcz 1984-2016
- ks. Marek Brewko, administrator 2016–2017, proboszcz od 2017

## Zasięg parafii
Pszczyna
Ulice: Antesa (część), Bolesława Śmiałego, Bpa Bednorza, Bielska, Bpa Bogedaina, Bratnia, Brylantowa, Bursztynowa, Cieszyńska, Diamentowa, Dobrawy, Granitowa, Grzebłowiec (nry nieparzyste), Gwiaździsta, Henryka Brodatego, Jagiełły, Kazimierza Odnowiciela, Kazimierza Sprawiedliwego, Kazimierza Wielkiego, Koralowa, Korfantego, Kosmonautów, Kościuszki (nry parzyste), Kryształowa, Krzywa, Księżycowa, Kwarcowa, Marmurowa, Mieszka I, Miła,Ogrodowa, Perłowa, Piękna, Platynowa, Przyjaźni, Radosna, Rubinowa, Serdeczna, Skłodowskiej, Słoneczna, Sobieskiego, Srebrna, Stalowa, Szafirowa, Szmaragdowa, Turkusowa, Wesoła,  Władysława Łokietka, Władysława Opolczyka, Zacisze, Zamenhofa, Zdrojowa, Ziemowita, Złota, Żelazna.
Goczałkowice-Zdrój
Ulice: Azaliowa, Berberysowa, Grzebłowiec (nry parzyste), Osiedle Wodociągowe Aleja I i II.
Pszczyna-Łąka
Ulice: Sznelowiec, Jeziorna (część).
Pod opieką parafii znajdują się również osoby przebywające w Okręgowym Ośrodku Wychowawczym w Pszczynie- Łące oraz w Szpitalu Joanitas w Pszczynie.

## Grupy parafialne
- Ruch Światło-Życie
- Ministranci
- Schola Cantorum
- Dzieci Maryi
- Hospicjum Ojca Pio
- Odnowa w Duchu Świętym
- Akcja Katolicka
- III Zakon Franciszkański
- Bractwo Szkaplerza Świętego
- Róże Różańcowe
- Duszpasterstwo Głuchoniemych
- Duszpasterstwo Niewidomych
- Duszpasterstwo Niepełnosprawnych